# Karen Joy Fowler
Karen Joy Fowler (Bloomington, 7 febbraio 1950) è una scrittrice statunitense.

## Biografia
Nata a Bloomington, Indiana, nel 1950, vive e lavora a Davis, in California.
A 11 anni si è trasferita con la famiglia a Palo Alto ed in seguito si è laureata all'Università della California - Berkeley e ha seguito un corso di scrittura creativa a Davis.
È autrice di racconti e romanzi appartenenti al genere fantasy e alla science fiction (ma che spesso si discostano dalle caratteristiche di tali forme narrative) tra i quali il più celebre è Jane Austen book club , trasposto in pellicola nel 2009.
Tra i numerosi riconoscimenti ottenuti dalle sue opere ci sono il Premio John Wood Campbell per il miglior nuovo scrittore nel 1987, il Nebula per il miglior racconto breve 2004 e 2008 e il PEN/Faulkner per la narrativa nel 2014.

## Opere

### Romanzi
- Sarah Canary (1991)
- The War of the Roses (1991)
- The Sweetheart Season (1996)
- Sister Noon (2001)
- Jane Austen book club (The Jane Austen Book Club) (2004), Vicenza, Neri Pozza, 2005 Traduzione di Ada Arduini ISBN 88-545-0029-1
- Wit's End (2008)
- Siamo tutti completamente fuori di noi (We Are All Completely Beside Ourselves) (2013), Milano, Ponte alle Grazie, 2015 Traduzione di Laura Berna ISBN 978-88-6833-221-1

### Racconti
- Artificial Things (1986)
- Peripheral Vision (1990)
- Letters from Home (1991) con Pat Cadigan e Pat Murphy
- Black Glass (1997)
- What I Didn't See and Other Stories (2010)

## Filmografia
- Il club di Jane Austen (2007) regia di Robin Swicord (soggetto)